# Список найкращих легкоатлетів 1955
Нижче представлено список найкращих результатів 1955 року серед чоловіків та жінок у світі, Європі, СРСР та Українській РСР.

## Чоловіки
f

### Літній сезон
| Дисципліна                          | Світ                                                                                           | Європа                                                                                  | СРСР | УРСР |
| ----------------------------------- | ---------------------------------------------------------------------------------------------- | --------------------------------------------------------------------------------------- | --- | --- |
| 100 ярдів                           | 9,3 WR* Джим Голідей США                                                                       |                                                                                         | | |
| 100 метрів                          | 10,3 Майк Агостіні Тринідад і Тобаго Род Річард США Віллі Вільямс США Хайнц Фюттерер Німеччина | 10,3 Хайнц Фюттерер Німеччина                                                           | 10,4 Леонід Бартенєв УРСР Юрій Коновалов Азербайджанська РСР Борис Токарев Москва В'ячеслав Бабіяк Ленінград Ардаліон Ігнатьєв Ленінград | 10,4 NR* Леонід Бартенєв Київ |
| 200 метрів (з повним віражем)       | 20,7 Род Річард США                                                                            | 20,9 Борис Токарев СРСР Вацлав Янечек Чехословаччина                                    | 20,9 NR* Борис Токарев Москва | 21,2 NR* Леонід Бартенєв Київ |
| 200 метрів (без повного віражу)     |                                                                                                | 20,6 ER* Хайнц Фюттерер Німеччина                                                       | | |
| 220 ярдів (з повним віражем)        |                                                                                                |                                                                                         | | |
| 220 ярдів (без повного віражу)      |                                                                                                |                                                                                         | | |
| 400 метрів                          | 45,4 (45,68) WR* Лу Джонс США                                                                  | 46,0 ER* Ардаліон Ігнатьєв СРСР                                                         | 46,0 NR* Ардаліон Ігнатьєв Ленінград | 48,2 NR* Леонід Бартенєв Київ |
| 440 ярдів                           |                                                                                                |                                                                                         | | |
| 600 метрів                          | 1.16,9 WB* Роже Мунс Бельгія                                                                   | 1.16,9 EB* Роже Мунс Бельгія                                                            | | |
| 800 метрів                          | 1.45,7 WR* Роже Мунс Бельгія                                                                   | 1.45,7 ER* Роже Мунс Бельгія                                                            | 1.48,4 NR* Георгій Івакін Москва | |
| 880 ярдів                           | 1.47,5 WR* Лонні Сперієр США                                                                   |                                                                                         | | |
| 1000 метрів                         | 2.19,0 WR* Іштван Рожавьольд'ї Угорщина Еудун Бойсен Норвегія                                  | 2.19,0 ER* Іштван Рожавьольд'ї Угорщина Еудун Бойсен Норвегія                           | | |
| 1500 метрів                         | 3.40,8 WR* Шандор Іхарош Угорщина Ласло Таборі Угорщина Гуннар Нільсен Данія                   | 3.40,8 ER* Шандор Іхарош Угорщина Ласло Таборі Угорщина Гуннар Нільсен Данія            | 3.45,6 NR* Володимир Окороков Москва | 3.49,8 Микола Бєлокуров Дніпропетровська обл.                                                                                     |
| 1 миля                              |                                                                                                |                                                                                         | | |
| 2000 метрів                         | 5.02,2 WR* Іштван Рожавьольд'ї Угорщина                                                        | 5.02,2 ER* Іштван Рожавьольд'ї Угорщина                                                 | | |
| 3000 метрів                         | 7.55,6 WR* Шандор Іхарош Угорщина                                                              | 7.55,6 ER* Шандор Іхарош Угорщина                                                       | | |
| 2 милі                              | 8.33,4 WR* Шандор Іхарош Угорщина                                                              | 8.33,4 ER* Шандор Іхарош Угорщина                                                       | | |
| 3 милі                              | 13.14,2 WR* Шандор Іхарош Угорщина                                                             | 13.14,2 ER* Шандор Іхарош Угорщина                                                      | | |
| 5000 метрів                         | 13.40,6 WR* Шандор Іхарош Угорщина                                                             | 13.40,6 ER* Шандор Іхарош Угорщина                                                      | 13.46,8 NR* Володимир Куц Москва | 14.03,4 NR* Іван Чернявський Черкаська обл.                                                                                       |
| 6 миль                              |                                                                                                |                                                                                         | | |
| 10000 метрів                        | 28.59,2 Володимир Куц СРСР                                                                     | 28.59,2 Володимир Куц СРСР                                                              | 28.59,2 NR* Володимир Куц Москва | 29.10,6 NR* Олександр Ануфрієв Київ                                                                                               |
| 10 миль                             |                                                                                                |                                                                                         | | |
| 20000 метрів                        |                                                                                                |                                                                                         | | 1:02.23,0 NR* Григорій Басалаєв Дніпропетровська обл.                                                                             |
| 1 година                            |                                                                                                |                                                                                         | | 19252 метра NR* Григорій Басалаєв Дніпропетровська обл.                                                                           |
| 15 миль                             | 1:14.01,0 WR* Еміль Затопек Чехословаччина                                                     | 1:14.01,0 ER* Еміль Затопек Чехословаччина                                              | | |
| 25000 метрів                        | 1:16.36,4 WR* Еміль Затопек Чехословаччина                                                     | 1:16.36,4 ER* Еміль Затопек Чехословаччина                                              | 1:17.34,0 NR Альберт Іванов Москва | |
| 30000 метрів                        |                                                                                                |                                                                                         | | |
| 120 ярдів з бар'єрами               |                                                                                                |                                                                                         | | |
| 110 метрів з бар'єрами              | 13,8 Джек Девіс США Віллард Томпсон США                                                        | 14,2 Борис Столяров СРСР Юрій Петров СРСР                                               | 14,2 Борис Столяров Ленінград Юрій Петров Москва                                                                                         | 14,4 Євген Буланчик Київ |
| 200 метрів з бар'єрами              |                                                                                                |                                                                                         | | |
| 220 ярдів з бар'єрами               |                                                                                                |                                                                                         | | |
| 400 метрів з бар'єрами              | 51,0 Анатолій Юлін СРСР                                                                        | 51,0 Анатолій Юлін СРСР                                                                 | 51,0 Анатолій Юлін Білоруська РСР | 52,7 NR* Семен Крицштейн Вінницька обл.                                                                                           |
| 440 ярдів з бар'єрами               |                                                                                                |                                                                                         | | |
| 3000 метрів з перешкодами           | 8.40,2 WR* Єжі Хромік Польща                                                                   | 8.40,2 ER* Єжі Хромік Польща                                                            | 8.45,4 NR* Василь Власенко РРФСР | 8.54,0 Федір Марулін Дніпропетровська обл.                                                                                        |
| 4x100 метрів                        |                                                                                                |                                                                                         | | 41,2 NR* УРСР Юрій Мойсеєнко Харківська обл. Тимофій Шевченко Одеська обл. Михайло Бондаренко Львівська обл. Леонід Бартенєв Київ |
| 4x110 ярдів                         | 40,2 WR* Техаський університет США Дін Сміт Елвін Фріден Джеррі Прюітт Роберт Вілден           |                                                                                         | | |
| 4x200 метрів                        |                                                                                                |                                                                                         | | |
| 4x220 ярдів                         |                                                                                                |                                                                                         | | |
| 4x400 метрів                        |                                                                                                |                                                                                         | 3.09,6 NR* СРСР Костянтин Грачов Ленінград Георгій Івакін Москва Юрій Літуєв Москва Ардаліон Ігнатьєв Ленінград                          | |
| 4x440 ярдів                         |                                                                                                |                                                                                         | | |
| 4x800 метрів                        | 7.26,4 WR* ЦСКА СРСР Георгій Івакін Євген Соколов Геннадій Модой Олег Агеєв                    | 7.26,4 ER* ЦСКА СРСР Георгій Івакін Євген Соколов Геннадій Модой Олег Агеєв             | 7.26,4 NR* ЦСКА Москва Георгій Івакін Євген Соколов Геннадій Модой Олег Агеєв                                                            | |
| 4x880 ярдів                         |                                                                                                |                                                                                         | | |
| 4x1500 метрів                       | 15.14,8 WR* Гонвед Угорщина Ференц Мікеш Ласло Таборі Іштван Рожавьольд'ї Шандор Іхарош        | 15.14,8 ER* Гонвед Угорщина Ференц Мікеш Ласло Таборі Іштван Рожавьольд'ї Шандор Іхарош | | |
| 4x1 милі                            |                                                                                                |                                                                                         | | |
| Спортивна хода 5 миль               | 34.32,8 WR* Йозеф Долежал Чехословаччина                                                       | 34.32,8 ER* Йозеф Долежал Чехословаччина                                                | | |
| Спортивна хода 10000 метрів         |                                                                                                |                                                                                         | | |
| Спортивна хода 15000 метрів         | 1:05.53,8 Костянтин Кудров СРСР                                                                | 1:05.53,8 Костянтин Кудров СРСР                                                         | 1:05.53,8 Костянтин Кудров БРСР | |
| Спортивна хода 10 миль              |                                                                                                |                                                                                         | | |
| Спортивна хода 20000 метрів         | 1:29.11,8 Костянтин Кудров СРСР 1:30.02,8 WR* Володимир Голубничий СРСР                        | 1:29.11,8 Костянтин Кудров СРСР 1:30.02,8 ER* Володимир Голубничий СРСР                 | 1:29.11,8 Костянтин Кудров БРСР 1:30.02,8 NR* Володимир Голубничий УРСР                                                                  | 1:30.02,8 NR* Володимир Голубничий Сумська обл.                                                                                   |
| Спортивна хода 2 години             | 25865 метрів WR* Анатолій Ведяков СРСР                                                         | 25865 метрів ER* Анатолій Ведяков СРСР                                                  | 25865 метрів NR* Анатолій Ведяков Москва                                                                                                 | |
| Спортивна хода 10 миль              |                                                                                                |                                                                                         | | |
| Спортивна хода 30000 метрів         | 2:20.40,2 WR* Анатолій Ведяков СРСР                                                            | 2:20.40,2 ER* Анатолій Ведяков СРСР                                                     | 2:20.40,2 NR* Анатолій Ведяков Москва | |
| Спортивна хода 30 миль              | 4:20.10,6 WR* Анталь Рока Угорщина                                                             | 4:20.10,6 ER* Анталь Рока Угорщина                                                      | | |
| Спортивна хода 50000 метрів         | 4:27.28,4 WR* Ладіслав Моц Чехословаччина                                                      | 4:27.28,4 ER* Ладіслав Моц Чехословаччина                                               | | |
| Марафон (шосе)                      |                                                                                                |                                                                                         | 2:21.23,8 С. Кузнецов | 2:26.14,6 Василь Давидов Харківська обл.                                                                                          |
| Спортивна хода 20 кілометрів (шосе) | 1:30.36 WB* Володимир Голубничий СРСР                                                          | 1:30.36 EB* Володимир Голубничий СРСР                                                   | 1:30.36 вище досягнення СРСР Володимир Голубничий УРСР                                                                                   | 1:30.36 вище досягнення УРСР Володимир Голубничий Сумська обл.                                                                    |
| Спортивна хода 50 кілометрів (шосе) | 4:07.28,6 (4:07.29) WB* Анатолій Єгоров СРСР                                                   | 4:07.28,6 (4:07.29) EB* Анатолій Єгоров СРСР                                            | 4:07.28,6 (4:07.29) вище досягнення СРСР Анатолій Єгоров Москва                                                                          | 4:19.32,4 вище досягнення УРСР Яків Зуй Запорізька обл.                                                                           |
| Стрибки у висоту                    | 2,115 Ерні Шелтон США                                                                          | 2,10 Бенгт Нільссон Швеція                                                              | 2,05 NR* Володимир Сіткін УРСР | 2,05 NR* Володимир Сіткін Київ |
| Стрибки з жердиною                  | 4,65 Роберт Річардс США                                                                        | 4,50 ER* Елес Ландстрьом Фінляндія                                                      | 4,42 Віталій Чорнобай УРСР Володимир Булатов Білоруська РСР                                                                              | 4,42 Віталій Чорнобай Львівська обл.                                                                                              |
| Стрибки у довжину                   | 8,03 Росслін Рейндж США                                                                        | 7,62 Хайнц Обербек ФРН                                                                  | 7,44 Леонід Григор'єв Ленінград | 7,38 Генріх Черв'як Львівська обл.                                                                                                |
| Потрійний стрибок                   | 16,56 WR* Адемар Феррейра да Сілва Бразилія                                                    | 16,35 ER* Леонід Щербаков СРСР                                                          | 16,35 NR* Леонід Щербаков Москва | 15,42 Дмитро Єфремов Київ |
| Штовхання ядра                      | 18,09 Перрі О'Брайан США                                                                       | 17,46 Іржі Скобла Чехословаччина                                                        | 17,17 Вартан Овсепян Вірменська РСР | 16,06 NR* Віктор Цибуленко Київ                                                                                                   |
| Метання диска                       | 56,98 Адольфо Консоліні Італія                                                                 | 56,98 ER* Адольфо Консоліні Італія                                                      | 55,50 NR* Отто Григалка Москва | 51,26 NR* Костянтин Валежко Київ                                                                                                  |
| Метання молота                      | 64,52 WR* Михайло Кривоносов СРСР                                                              | 64,52 ER* Михайло Кривоносов СРСР                                                       | 64,52 NR* Михайло Кривоносов БРСР | 61,51 NR* Микола Редькін Харківська обл.                                                                                          |
| Метання списа                       | 81,75 WR* Франклін Хелд США                                                                    | 80,07 Януш Сідло Польща                                                                 | 77,90 Чарльз Валлман Естонська РСР | 75,85 NR* Віктор Цибуленко Київ                                                                                                   |
| Десятиборство                       | 7985 WR* Рейфер Джонсон США                                                                    | 7645 ER* Василь Кузнєцов СРСР                                                           | 7645 NR* Василь Кузнєцов Москва | 6708 Юрій Кутенко Львівська обл.                                                                                                  |

## Жінки

### Літній сезон
| Дисципліна                      | Світ | Європа | СРСР | УРСР                                                                      |
| ------------------------------- | --- | --- | --- | ------------------------------------------------------------------------- |
| 60 метрів                       | | | |                                                                           |
| 100 ярдів                       | | | |                                                                           |
| 100 метрів                      | 11,3 WR* Шерлі Стрікленд Австралія                                                                            | 11,5 Вера Несмеї Угорщина                                                                                     | 11,6 Зінаїда Сафронова Москва                                                                                 | 11,9 Лілія Макошина Київ                                                  |
| 200 метрів (з повним віражем)   | 23,7 Зінаїда Сафронова СРСР Німеччина                                                                         | 23,7 Зінаїда Сафронова СРСР Німеччина                                                                         | 23,7 NR* Зінаїда Сафронова Москва                                                                             | 24,8 Поліна Солопова (Лазарєва) Одеська обл.                              |
| 200 метрів (без повного віражу) | | | |                                                                           |
| 220 ярдів                       | | | |                                                                           |
| 400 метрів                      | 53,9 WB* Марія Іткіна СРСР                                                                                    | 53,9 EB* Марія Іткіна СРСР                                                                                    | 53,9 NR* Марія Іткіна БРСР                                                                                    | 54,9 NR* Поліна Солопова (Лазарєва) Одеська обл.                          |
| 500 метрів                      | 1.12,9 WB* Поліна Солопова (Лазарєва) СРСР                                                                    | 1.12,9 EB* Поліна Солопова (Лазарєва) СРСР                                                                    | 1.12,9 вище досягнення СРСР Поліна Солопова (Лазарєва) УРСР                                                   | 1.12,9 вище досягнення УРСР Поліна Солопова (Лазарєва) Одеська обл.       |
| 800 метрів                      | 2.05,0 WR* Ніна Откаленко СРСР                                                                                | 2.05,0 ER* Ніна Откаленко СРСР                                                                                | 2.05,0 NR* Ніна Откаленко Москва                                                                              | 2.05,8 NR* Людмила Лисенко Дніпропетровська обл.                          |
| 880 ярдів                       | | | |                                                                           |
| 1 миля                          | 4.45,0 WB* Дайан Лезер Велика Британія                                                                        | 4.45,0 EB* Дайан Лезер Велика Британія                                                                        | |                                                                           |
| 3000 метрів                     | 10.25,8 WB* Лейла Бакленд Велика Британія                                                                     | 10.25,8 EB* Лейла Бакленд Велика Британія                                                                     | |                                                                           |
| 80 метрів з бар'єрами           | 10,8 WR* Галина Гринвальд (Єрмоленко) СРСР                                                                    | 10,8 ER* Галина Гринвальд (Єрмоленко) СРСР                                                                    | 10,8 NR* Галина Гринвальд (Єрмоленко) Ленінград                                                               | 11,4 NR* Валерія Пугаченко Київ                                           |
| 4x100 метрів                    | 45,6 WR* СРСР Лідія Полініченко РРФСР Галина Виноградова Ленінград Зінаїда Сафронова Москва Марія Іткіна БРСР | 45,6 ER* СРСР Лідія Полініченко РРФСР Галина Виноградова Ленінград Зінаїда Сафронова Москва Марія Іткіна БРСР | 45,6 NR* СРСР Лідія Полініченко РРФСР Галина Виноградова Ленінград Зінаїда Сафронова Москва Марія Іткіна БРСР | 47,8 NR* Київ Валерія Пугаченко В. Сердюкова Лілія Макошина Галина Сегень |
| 4x110 ярдів                     | | | |                                                                           |
| 4x200 метрів                    | | | |                                                                           |
| 4x220 ярдів                     | | | |                                                                           |
| 3x800 метрів                    | 6.27,6 WR* СРСР Аїда Лапшина Людмила Лисенко Ніна Откаленко                                                   | 6.27,6 ER* СРСР Аїда Лапшина Людмила Лисенко Ніна Откаленко                                                   | 6.27,6 NR* СРСР Аїда Лапшина Людмила Лисенко УРСР Ніна Откаленко Москва                                       |                                                                           |
| 3x880 ярдів                     | | | |                                                                           |
| Стрибки у висоту                | 1,71 Тельма Хопкінс Велика Британія                                                                           | 1,71 Тельма Хопкінс Велика Британія                                                                           | 1,67 Марія Писарева Москва                                                                                    | 1,62 NR* Олена Кудрявцева Київ                                            |
| Стрибки у довжину               | 6,31 WR* Галина Виноградова СРСР                                                                              | 6,31 ER* Галина Виноградова СРСР                                                                              | 6,31 NR* Галина Виноградова Ленінград                                                                         | 5,95 Галина Сегень Київ                                                   |
| Штовхання ядра                  | 16,67 WR* Галина Зибіна СРСР                                                                                  | 16,67 ER* Галина Зибіна СРСР                                                                                  | 16,67 NR* Галина Зибіна Ленінград                                                                             | 15,32 NR* Марія Кузнецова Київ                                            |
| Метання диска                   | 56,62 Ніна Пономарьова СРСР                                                                                   | 56,62 Ніна Пономарьова СРСР                                                                                   | 56,62 Ніна Пономарьова Москва                                                                                 | 48,93 NR* Валентина Сбитнєва Одеська обл.                                 |
| Метання списа                   | 55,24 Дана Затопкова Чехословаччина                                                                           | 55,24 Дана Затопкова Чехословаччина                                                                           | 54,07 Вірве Роолайд Естонська РСР                                                                             | 52,05 Надія Коняєва Київ                                                  |
| П'ятиборство                    | 4750 WR* Олександра Чудіна СРСР                                                                               | 4750 ER* Олександра Чудіна СРСР                                                                               | 4750 NR* Олександра Чудіна Москва                                                                             | 4458 Галина Сегень Київ                                                   |